# Wei Hui
Wei Hui, pseudoniem van Zhou Weihui, (Ningbo, 4 januari 1973) is een Chinese schrijfster.
Wei Hui werd geboren in het plaatsje Yuyao in de gemeente Ningbo, provincie Zhejiang. Ze studeerde in 1995 af aan de Fudan-universiteit in Shanghai en werkte daarna als journaliste, redacteur en radio-presentator. Haar eerste roman, Shanghai Baby, werd in China als decadent beschouwd, maar had zowel in eigen land als in het buitenland veel succes. Haar werk is in meer dan dertig talen vertaald.
Wei Hui wordt wel gerekend tot de zogenoemde 'schrijvende schoonheden' (měinǚ zuòjiā 美女作家), net als bijvoorbeeld Mian Mian.

## Incomplete bibliografie
- Shanghai Baby (上海宝贝 Shànghǎi bǎobèi, 2000), via het Frans vertaald door Eveline Renes en Dorli Huves (Amsterdam: Contact, 2005)
- Trouwen met Boeddha (我的禅 Wǒ de chán, 2005), vertaald door Jan De Meyer en Iege Vanwalle (Amsterdam: Contact, 2005)
- Dog Dad (狗爸爸 Gǒu bàba, 2007)

- Bibsys: 10079621
- Biblioteca Nacional de España: XX1595434
- Bibliothèque nationale de France: cb13616287q (data)
- CiNii: DA12850523
- Gemeinsame Normdatei: 123281091
- International Standard Name Identifier: 0000 0001 0888 630X
- Library of Congress Control Number: nb2001052135
- Nationale Bibliotheek van Letland: 000072373
- Bibliotheek van het Japanse parlement: 00835847
- Nationale Bibliotheek van Tsjechië: xx0005535
- Nationale bibliotheek van Australië: 41526280
- Nationale Bibliotheek van Polen: a0000003123642
- Nationale en Universitaire bibliotheek Zagreb: 000316090
- Nederlandse Thesaurus van Auteursnamen: 242820670
- Réseau des bibliothèques de Suisse occidentale: 02-A006379069
- Istituto Centrale per il Catalogo Unico: TO0V390522
- Système universitaire de documentation: 056572247
- Virtual International Authority File: 37091956
- WorldCat: E39PBJpDHwRbRQqVjF7vVmRFrq